# Wszystko ok?
Wszystko ok? (zapis stylizowany: Wszystko OK?) – singel polskiego piosenkarza Rubensa. Utwór został umieszczony na debiutanckim albumie studyjnym Rubensa, Piosenki, których nikt nie chciał oraz na jego minialbumie Wynoszę się. Singel został wydany 21 stycznia 2022. Utwór napisał i skomponował Piotr Rubik, który również odpowiada za produkcję utworu.
Piosenka była nominowana do nagrody polskiego przemysłu fonograficznego Fryderyka w kategorii „utwór roku”.
Nagranie otrzymało w Polsce status platynowego singla, przekraczając liczbę 50 tysięcy sprzedanych kopii.

## Geneza utworu i historia wydania
Piosenka została napisana i skomponowana przez Piotra Rubika, który również odpowiada za produkcję piosenki.
Singel ukazał się w formacie digital download 21 stycznia 2022 w Polsce za pośrednictwem wytwórni płytowej Sony Music Entertainment Poland. Piosenka została umieszczona na debiutanckim albumie studyjnym Rubensa – Piosenki, których nikt nie chciał oraz na jego minialbumie Wynoszę się.
W marcu 2023 singel uzyskał nominację do nagrody polskiego przemysłu fonograficznego Fryderyka w kategorii „utwór roku”.

## Teledysk
Do utworu powstał teledysk w reżyserii Heleny Ganjalyan i Bartosza Szpaka, który udostępniono w dniu premiery singla za pośrednictwem serwisu YouTube.

## Lista utworów
- Digital download[3]

1. „Wszystko ok?” – 4:09

## Certyfikaty
| Kraj          | Certyfikat      | Sprzedaż |
| ------------- | --------------- | -------- |
| Polska (ZPAV) | platynowa płyta | 50 000+  |

## Wyróżnienia
| Rok  | Konkurs                  | Kategoria    | Rezultat    |
| ---- | ------------------------ | ------------ | ----------- |
| 2022 | Przebój roku RMF FM 2022 | Przebój roku | 46. miejsce |
| 2023 | Fryderyki 2023           | Utwór roku   | Nominacja   |